# Agnes van Oostenrijk (1111-1163)
Agnes van Oostenrijk (circa 1111 - Altenburg, 24 januari of 25 januari 1163) was groothertogin-gemalin van Polen en hertogin van Silezië.

## Levensloop
Agnes was een dochter van markgraaf Leopold III van Oostenrijk en Agnes van Waiblingen, een zus van Heilig Rooms keizer Hendrik IV. Hierdoor was ze een nicht van Heilig Rooms keizer Hendrik V en tevens was ze een halfzus van hertog Frederik II van Zwaben en Heilig Rooms keizer Koenraad III, kinderen van haar moeder uit haar eerste huwelijk met hertog Frederik I van Zwaben. Agnes stond bekend als een ambitieuze, energieke vrouw die trots was op haar Oostenrijkse afkomst.
In 1125 wilde hertog Bolesław III van Polen een sterke bondgenoot vinden in zijn strijd tegen de nieuwe Heilig Roomse keizer Lotharius III, die hij weigerde te erkennen. Deze bondgenoot vond hij in Frederik II van Zwaben en diens broer Koenraad, die ook tegenstanders van Lotharius waren. Om deze alliantie in stand te houden, arrangeerde Bolesław een huwelijk van zijn zoon Wladislaus en Agnes, de halfzus van Frederik en Koenraad. Dit huwelijk zou nog in 1125 hebben plaatsgevonden en ze kregen vijf kinderen:
- Bolesław I (1127-1201), vanaf 1163 hertog van Silezië.
- Mieszko IV (1130-1211), van 1210 tot 1211 groothertog van Polen.
- Richeza (1140-1185), huwde met koning Alfons VII van León en Castilië en daarna met hertog Raymond Berengarius III van Provence
- Koenraad (1146-1190)
- Albert (1156-1178)

In 1138 volgde Wladislaus zijn overleden vader op als hertog van Polen, maar kreeg de titel groothertog omdat hij tegelijkertijd hertog van Silezië werd. Zijn vader had zijn Poolse bezittingen echter verdeeld en ook zijn halfbroers Bolesław IV, Mieszko III en Hendrik bezaten gebieden in Polen. Onder invloed van Agnes wilde Wladislaus Polen verenigen, maar kwam daardoor in conflict met zijn halfbroers.
Omdat Wladislaus en Agnes nogal tiranniek regeerden, kregen Wladislaus' halfbroers steeds meer bondgenoten. In 1146 werden de troepen van Wladislaus verslagen bij de stad Poznań. Wladislaus vluchtte naar Bohemen, terwijl Agnes en de kinderen in Krakau bleven. Het lukte de troepen van Wladislaus echter niet om de stad te blijven verdedigen tegen de legers van zijn halfbroers, waardoor Agnes en de kinderen uiteindelijk Wladislaus moesten volgen in ballingschap. Bolesław IV werd de nieuwe groothertog van Polen.
Nadat Wladislaus en Agnes korte tijd bij hertog Wladislaus II van Bohemen verbleven, bood haar halfbroer Koenraad III aan om haar en Wladislaus op te vangen. Ze gingen op het aanbod in en vestigden zich in de stad Altenburg. Wladislaus bleef echter proberen om terug groothertog van Polen te worden. In 1146 vertrokken Duitse troepen onder de leiding van markgraven Albrecht de Beer en Koenraad de Grote naar Polen om Wladislaus terug op de Poolse troon te zetten, maar de campagne mislukte echter.
Vervolgens gingen Wladislaus en Agnes steun zoeken bij paus Eugenius III. Eugenius stuurde in 1148 een legaat naar Polen om Wladislaus' halfbroers te vragen om hem terug groothertog van Polen te maken. Ze weigerden echter, waarna Eugenius Polen excommuniceerde. Dit had echter weinig effect in Polen, omdat de Poolse clerus loyaal bleef aan Wladislaus' halfbroers.
In 1152 stierf keizer Koenraad III, waarna hij werd opgevolgd door zijn energieke neef Frederik I Barbarossa. Hierdoor kregen Wladislaus en Agnes opnieuw hoop om terug op de Poolse troon te komen. Agnes drong bij Frederik aan om een expeditie naar Polen te starten. In 1157 ging deze expeditie van start. De campagne was zeer succesvol, maar tegen alle verwachtingen in werd Wladislaus niet hersteld als groothertog en erkende Frederik Bolesław IV als zijn vazal. Bolesław moest echter als compensatie Silezië aan Wladislaus' zoons geven.
Wladislaus en Agnes gaven hun strijd voor de Poolse troon definitief op. In 1159 stierf Wladislaus in Altenburg, in 1163 gevolgd door Agnes.

## Voorouders
| Voorouders van Agnes van Oostenrijk (1111-1163) | Voorouders van Agnes van Oostenrijk (1111-1163)                           | Voorouders van Agnes van Oostenrijk (1111-1163)                           | Voorouders van Agnes van Oostenrijk (1111-1163)                           | Voorouders van Agnes van Oostenrijk (1111-1163)                           | Voorouders van Agnes van Oostenrijk (1111-1163)                           | Voorouders van Agnes van Oostenrijk (1111-1163)                           | Voorouders van Agnes van Oostenrijk (1111-1163)                           | Voorouders van Agnes van Oostenrijk (1111-1163)                           |
| ----------------------------------------------- | ------------------------------------------------------------------------- | ------------------------------------------------------------------------- | ------------------------------------------------------------------------- | ------------------------------------------------------------------------- | ------------------------------------------------------------------------- | ------------------------------------------------------------------------- | ------------------------------------------------------------------------- | ------------------------------------------------------------------------- |
| Overgrootouders                                 | Ernst de Strijdbare (1027–1075) ∞ Adelheid van Eilenburg (1030-1071)      | Ernst de Strijdbare (1027–1075) ∞ Adelheid van Eilenburg (1030-1071)      | Rapoto IV van Passau (–) ∞ Mathilde (-)                                   | Rapoto IV van Passau (–) ∞ Mathilde (-)                                   | Keizer Hendrik III (1017–1056) ∞ 909 Agnes van Poitou (1024–1077)         | Keizer Hendrik III (1017–1056) ∞ 909 Agnes van Poitou (1024–1077)         | Otto van Savoye (1021–1059) ∞ Adelheid van Susa (1014/20-1091)            | Otto van Savoye (1021–1059) ∞ Adelheid van Susa (1014/20-1091)            |
| Grootouders                                     | Leopold II van Oostenrijk (1050–1095) ∞ Ida van Cham (1055–1101)          | Leopold II van Oostenrijk (1050–1095) ∞ Ida van Cham (1055–1101)          | Leopold II van Oostenrijk (1050–1095) ∞ Ida van Cham (1055–1101)          | Leopold II van Oostenrijk (1050–1095) ∞ Ida van Cham (1055–1101)          | Keizer Hendrik IV (1050–1106) ∞ 909 Bertha van Savoye (1051–1087)         | Keizer Hendrik IV (1050–1106) ∞ 909 Bertha van Savoye (1051–1087)         | Keizer Hendrik IV (1050–1106) ∞ 909 Bertha van Savoye (1051–1087)         | Keizer Hendrik IV (1050–1106) ∞ 909 Bertha van Savoye (1051–1087)         |
| Ouders                                          | Leopold III van Oostenrijk (1073–1136) ∞ Agnes van Waiblingen (1072–1143) | Leopold III van Oostenrijk (1073–1136) ∞ Agnes van Waiblingen (1072–1143) | Leopold III van Oostenrijk (1073–1136) ∞ Agnes van Waiblingen (1072–1143) | Leopold III van Oostenrijk (1073–1136) ∞ Agnes van Waiblingen (1072–1143) | Leopold III van Oostenrijk (1073–1136) ∞ Agnes van Waiblingen (1072–1143) | Leopold III van Oostenrijk (1073–1136) ∞ Agnes van Waiblingen (1072–1143) | Leopold III van Oostenrijk (1073–1136) ∞ Agnes van Waiblingen (1072–1143) | Leopold III van Oostenrijk (1073–1136) ∞ Agnes van Waiblingen (1072–1143) |

- Virtual International Authority File: 1350150325519810090005